# M/T Sirius Star

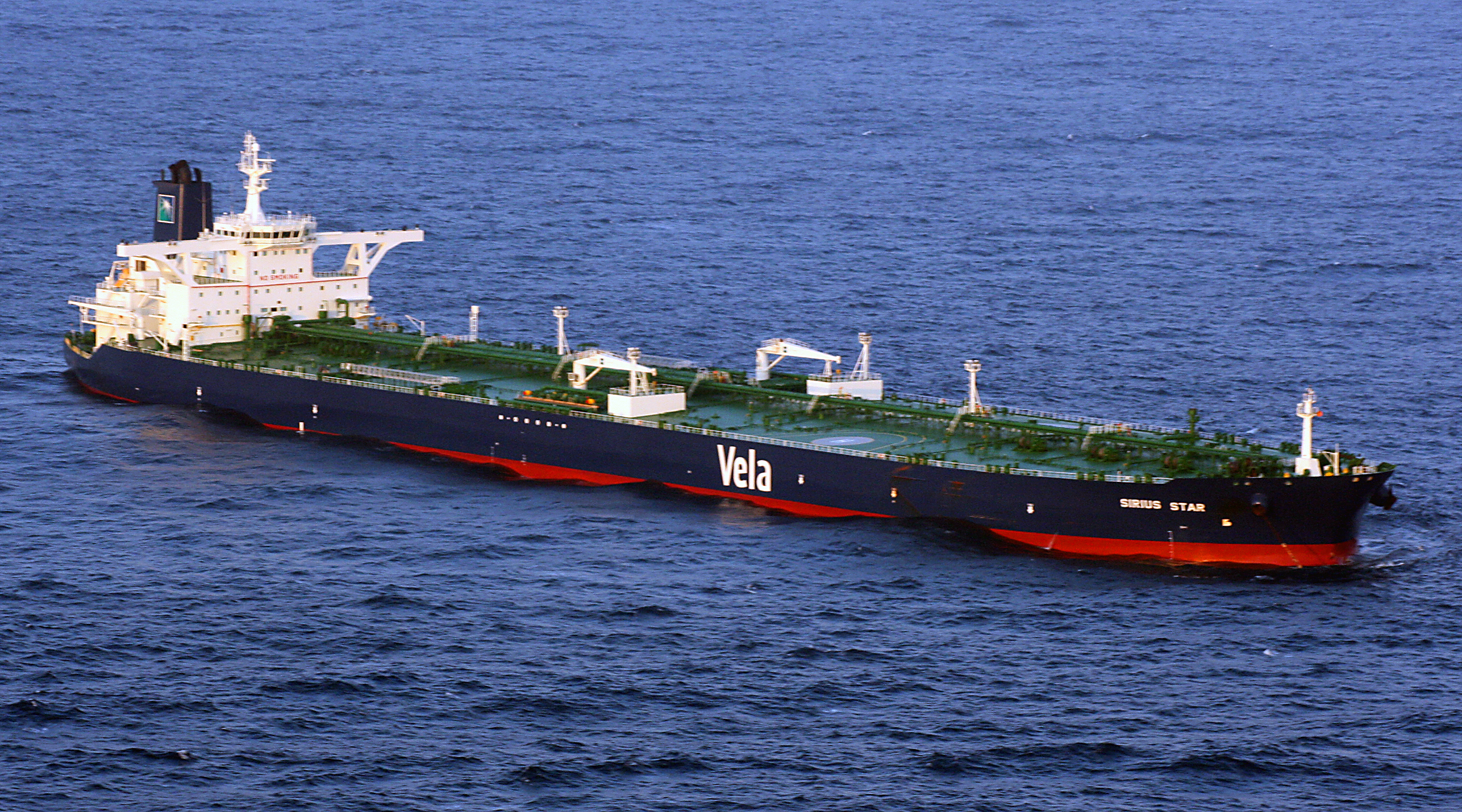
M/T Sirius Star

M/T Sirius Star är ett Liberia-flaggat tankfartyg i VLCC-klassen ägt av Vela International Marine, ett dotterbolag till det saudiska oljebolaget Saudi Aramco. 
Fartyget är 330 meter långt och 58 meter brett och kan lasta 350 000 m3 petroleum. Det byggdes av Daewoo Shipbuilding & Marine Engineering i Sydkorea och sjösattes den 28 mars 2008.

## Kapningen i november 2008
Skeppet fick internationell uppmärksamhet då det fullastat kapades av somaliska pirater den 15 november 2008 och därmed blev det största skeppet hittills som tagits av pirater. Den 20 november kom piraterna att kräva 25 miljoner dollar inom 10 dagar som lösesumma. Den 9 januari 2009 meddelade piratledaren Mohammed Said via telefon att fartyget inklusive de två miljoner faten råolja ombord och dess besättning släppts. Lösesumma eller övriga omständigheter nämndes inte.